# Jean-Baptiste Clément

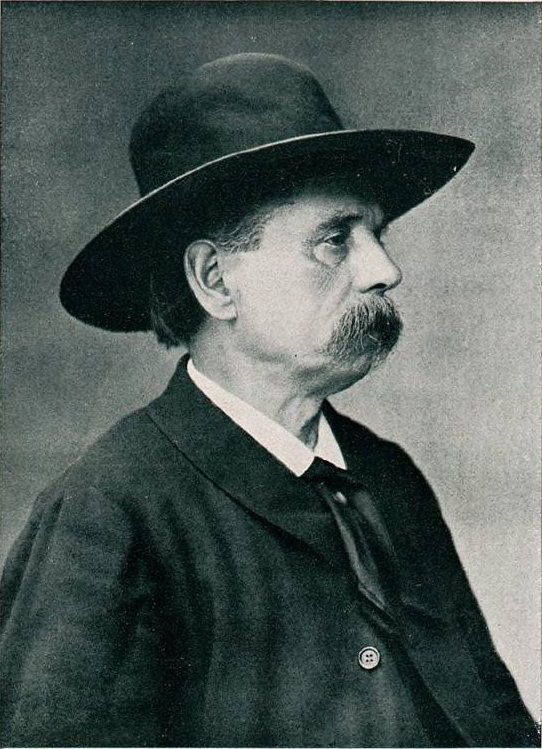

Jean-Baptiste Clément (* 31. Mai 1836 in Boulogne-Billancourt; † 23. Februar 1903 in Paris) war ein französischer Chansonnier und Kommunarde. Bekannt ist er durch sein Chanson Le Temps des Cerises.

## Leben
Jean-Baptiste Clément wurde am 31. Mai 1836 in Boulogne-sur-Seine (heute: Boulogne-Billancourt) als Sohn eines wohlhabenden Müllers geboren. Mit 14 Jahren lernte er auf den Wunsch der Mutter ein Handwerk. Er arbeitete in der Müllerei bei seinen Großeltern in Gennevilliers (Moulin de Cage) nördlich von Paris. In diese Zeit fällt seine Bekanntschaft mit Jules Vallès und dessen sozialistischem Journal Le Cri du peuple. 1866 traf er Isoline Marcillac, mit der er an den Montmartre zog und noch im gleichen Jahr die Tochter Madeleine bekam. Im selben Jahr entstand der Text zu Le temps des Cerises. Antoine Renard komponierte 1867 die Musik dazu. Clément kam 1868 in das Pariser Gefängnis Sainte-Pélagie wegen eigener redaktioneller Tätigkeiten.
Im Jahr 1871 wurde er in die Pariser Kommune gewählt. Die Eindrücke der Kommune veranlassten ihn zur Komposition von La semaine sanglante sowie der Chansons de l'avenir. Nachdem die Pariser Kommune niedergeschlagen wurde, floh Clément nach London, wo er als Französischlehrer unterrichtete. Seine Amnestie 1880 veranlasste ihn zur Rückkehr nach Frankreich.
Seine ersten Chansons sind beeinflusst von Théodore de Banville und Henri Murger.

## Werk
- Chansons du peuple. Preface de Roger Bordier. Le Temps des Cerises 2016, ISBN 978-2-370710-741.